# Bernd Althusmann
Bernd Althusmann (wymowa: [alt'huːsman], ur. 3 grudnia 1966 r. w Oldenburgu w Dolnej Saksonii) – jest niemieckim politykiem (CDU) i członkiem parlamentu Dolnej Saksonii. Od 26 listopada 2016 r. jest prezesem CDU Dolnej Saksonii i był najlepszym kandydatem w wyborach do 18. kadencji parlamentu landu Dolnej Saksonii. Od 27 kwietnia 2010 r. do 19 lutego 2013 r. był ministrem edukacji Dolnej Saksonii. Od 22 listopada 2017 r. jest ministrem gospodarki, pracy, transportu i cyfryzacji.

## Życiorys
Althusmann jest synem pastora i pielęgniarki, mieszka od 1976 roku w powiecie Lüneburg. Po ukończeniu szkoły średniej rozpoczął karierę oficerską w oddziale pancernym Bundeswehry, podczas której ukończył edukację na Uniwersytecie Bundeswehry w Hamburgu. Następnie studiował na prywatnym uniwersytecie w Lahr zarządzanie biznesem. W 2007 r. uzyskał stopień doktora na uniwersytecie w Poczdamie; temat jego rozprawy brzmiał „Prozessorganisation und Prozesskooperation in der öffentlichen Verwaltung: Folgen für die Personalentwicklung.” Jest kapitanem rezerwy Bundeswehry.

## Polityka
W latach 1994–2009 Bernd Althusmann był posłem Landtagu Dolnej Saksonii, a ostatnio kierował grupą parlamentarną CDU. Ponadto był przewodniczącym stowarzyszenia okręgowego CDU Lüneburg. W dniu 16 czerwca 2009 r. Althusmann został sekretarzem stanu w Ministerstwie Kultury Dolnej Saksonii i zrezygnował z mandatu. W 2011 r. był przewodniczącym Konferencji Ministrów Edukacji. Po przegranych wyborach w 2013 r. opuścił urząd ministerialny. 16 listopada 2017 r. został mianowany Ministrem Gospodarki i Cyfryzacji w Dolnej Saksonii.

## Plagiat
W lipcu 2011 roku ogłoszono, że Althusmann w swojej rozprawie w kilku miejscach przejął teksty z innych prac naukowych bez odpowiedniego oznaczenia źródeł. Według Süddeutsche Zeitung jednym z najważniejszych zadań Althusmanna jako przewodniczącego Konferencji Ministrów Edukacji było zapewnienie standardów jakości w szkołach i uniwersytetach, czemu zaprzeczył w swojej rozprawie.
Komisja Uniwersytetu w Poczdamie pod przewodnictwem profesora prawa, Tobiasa Lettla zbadała zarzut dotyczący plagiatu. 1 grudnia 2011 r. zakończyła dochodzenie i stwierdziła, że praca zawierała niedociągnięcia o znaczącym znaczeniu, które nie odpowiadają dobrej praktyce naukowej.